# 13868 Catalonia
13868 Catalonia eller 1999 YZ8 är en asteroid i huvudbältet som upptäcktes den 29 december 1999 av den spanske astronomen Joan Guarro i Fló vid Piera-observatoriet. Den är uppkallad efter den autonoma regionen Katalonien.
Asteroiden har en diameter på ungefär 3 kilometer.